# Різдво в Шотландії

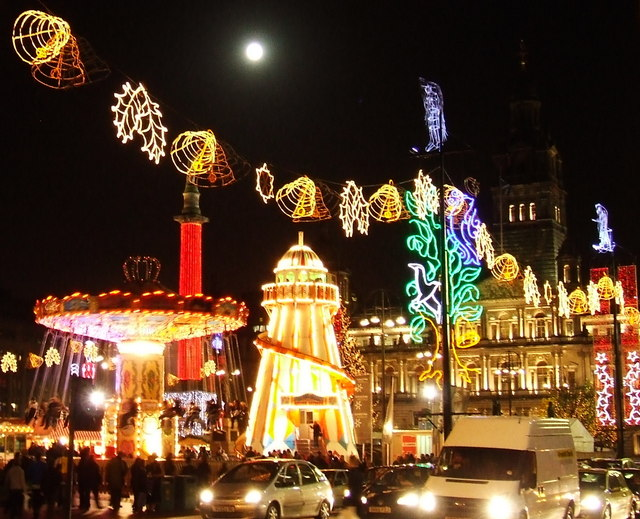
Різдвяний ярмарок на Джордж-сквер, Глазго

До Реформації 1560 року Різдво в Шотландії, яке тоді називалося «Йоль» або в гельськомовних регіонах «Ноллаґ», святкувалося подібним чином до решти католицької Європи. Колдервуд записав, що в 1545 році, за кілька місяців до свого вбивства, кардинал Бітон «провів різдвяні дні іграми та бенкетами».  Однак Реформація змінила ставлення до традиційних християнських святкових днів, включаючи Різдво, і призвела на практиці до скасування фестивальних днів та інших церковних свят. У Шотландії церква і держава були тісно пов'язані протягом пізнього середньовіччя та раннього модерну. Акт парламенту Шотландії від 1640 року скасував «святкові канікули та всі їх святкування в майбутньому».

## Після реформаційне придушення святкувань святкових днів
Два акти парламенту про стани — Акт про звільнення від святкових вихідних (2 червня 1640 р.) та Акт про звільнення від святкових вихідних (15 квітня 1690 р.) — скасували святкові вихідні (різдвяні канікули).
Перший Акт був частково скасований у 1686 році, коли на панівному рівні в Кірку ненадовго перебувало єпископаліанство.
Другий Акт був частково скасований Вестмінстерським парламентом у 1712 році Законом про відпустку Юла 1711 року.
У 1871 році у Шотландії Різдво стало державним святом.
Акт 1640 року зазначав (переклад із середньошотландської мови):
«… церква в цьому королівстві тепер очищена від усіх забобонних дотримання днів… отже, згадані рішення скасували і просто скасували згадані Йольські канікули та всі їх дотримання в майбутньому, і скасувати та анулювати всі акти, статути, ордери та розпорядження, видані будь-коли раніше для дотримання згаданих святкових канікул, з усіма звичаями їх дотримання, а також визнати та оголосити їх такими, що втратили чинність, недійсними та такими, що не мають чинності та дії в приходить час». 
Роберт Джеймісон записав думку англійського священнослужителя щодо постреформаційного придушення Різдва:
«Міністри Шотландії, зневажливо ставлячись до святого дня, який дотримується в Англії, змушують своїх дружин і слуг прясти на очах у людей у день Свята, а їхні люб'язні аудитори змушують своїх слуг впрягати плуг у день Свята, зневага до Різдва Христового. Наш Господь не залишив безкарним, бо їхні воли бігли вуд, ламали собі шиї та зашкалювали деяким орачам, що сумно відомо в деяких частинах Шотландії».

## Дафтські дні
Період урочистостей, що триває від Різдва до понеділка Гензеля, включаючи Гоґманай і День нового року, відомий як Дафтдей.

## Повоєнний період

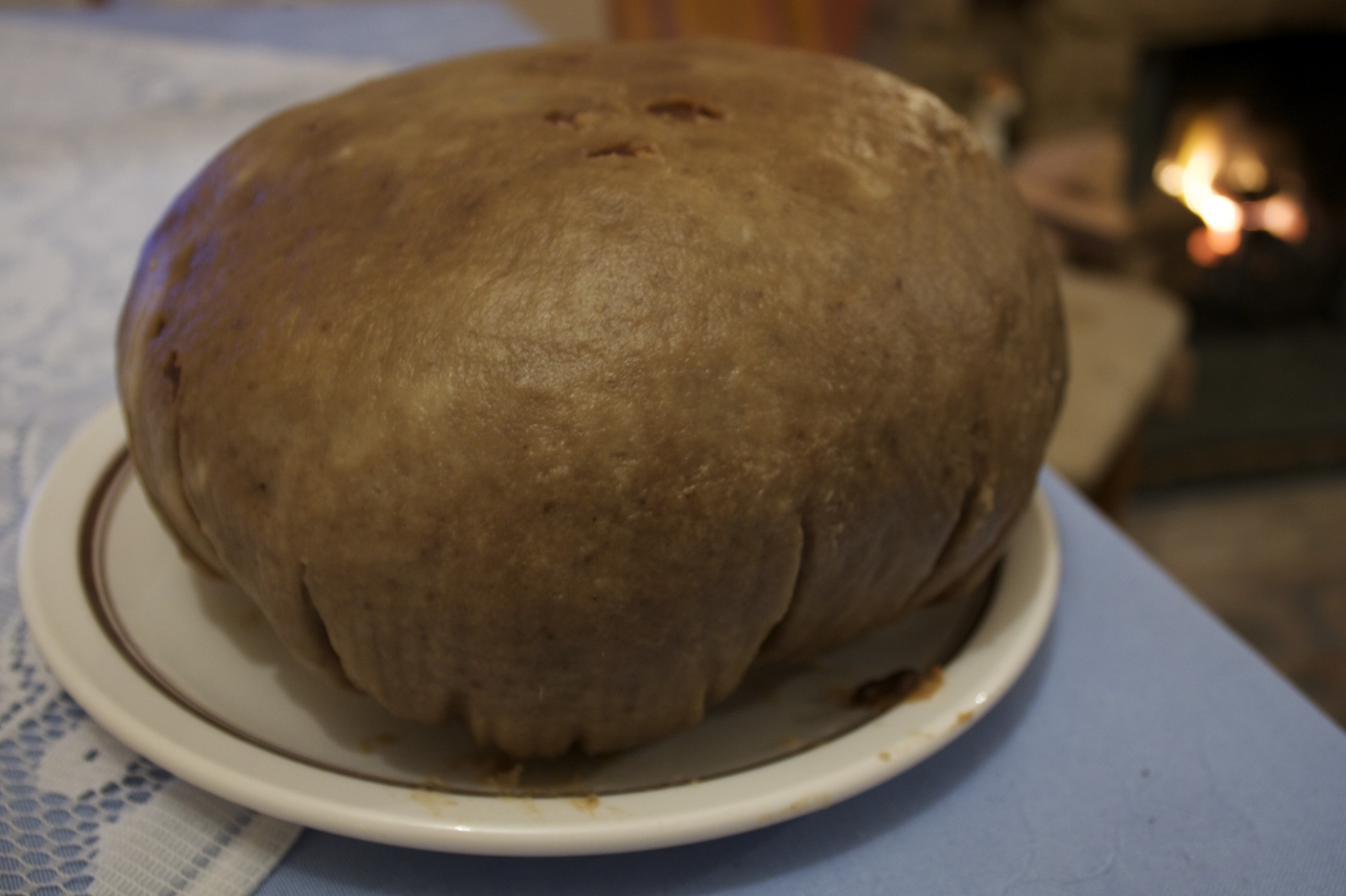
Клуті

Різдво в Шотландії традиційно відзначали дуже тихо, тому що церква Шотландії, пресвітеріанська, з різних причин  після Реформації забороняли в Шотландії святкувати Різдво.
У 1871 році в Шотландії Різдво було зроблено державним святом, у 1974 році — День подарунків. Новорічне свято Гоґманай було, безумовно, найбільшим святкуванням у Шотландії. З 11 грудня по 6 січня традиційно влаштовували щедрування, свята та застілля, пов'язані з серединою зими. Однак, починаючи з 1980-х років, згасання впливу Церкви та посилення впливу з боку решти Сполученого Королівства та інших країн, Різдво та пов'язані з ним свята зараз майже зрівнялися з Гоґманаєм і новорічним днем або перевершують їх. В Единбурзі, Глазго та інших містах тепер з кінця листопада до Святвечора є традиційним німецький різдвяний ярмарок.